# FK Bratstvo Cijevna
Fudbalski Klub Bratstvo Cijevna (Фудбалски Клуб Братство Цијевна) – czarnogórski klub piłkarski z siedzibą w Cijevni w gminie Podgorica. Został utworzony w 1975 roku. Obecnie występuje w Trećiej lidze Czarnogóry.

## Stadion
Klub od 2007 roku rozgrywa swoje mecze domowe na nowym stadionie Stadion Ljajkovići w Ljajkovići, który może pomieścić 1000 widzów.
Przed 2007 rokiem klub rozgrywał swoje mecze domowe na stadionie Stadion Bratstva w Cijevni, który mógł pomieścić 200 widzów.

## Sezony
| Sezon                          | Liga                                          | Poziom | Miejsce |
| Federalna Republika Jugosławii |                                               |        |         |
| 1999/00                        | Crnogorska liga                               | III    | 14      |
| 2000/01                        | Crnogorska liga                               | III    | ?       |
| 2001/02                        | Crnogorska liga                               | III    | 7       |
| 2002/03                        | Crnogorska liga                               | III    | 6       |
| Serbia i Czarnogóra            |                                               |        |         |
| 2003/04                        | Crnogorska liga                               | III    | 4       |
| 2004/05                        | Druga crnogorska liga                         | III    | 6       |
| 2005/06                        | Druga crnogorska liga                         | III    | 5 *     |
| Czarnogóra                     |                                               |        |         |
| 2006/07                        | Druga liga                                    | II     | 7       |
| 2007/08                        | Druga liga                                    | II     | 7       |
| 2008/09                        | Druga liga                                    | II     | 7       |
| 2009/10                        | Druga liga                                    | II     | 3       |
| 2010/11                        | Druga liga                                    | II     | 5       |
| 2011/12                        | Druga liga                                    | II     | 5       |
| 2012/13                        | Druga liga                                    | II     | 4       |
| 2013/14                        | Druga liga                                    | II     | 11      |
| 2014/15                        | Druga liga                                    | II     | 10      |
| 2015/16                        | Druga liga                                    | II     | 3       |
| 2016/17                        | Druga liga                                    | II     | 11      |
| 2017/18                        | Treća liga – Srednja regija (grupa centralna) | III    | 1       |
| 2018/19                        | Treća liga – Srednja regija (grupa centralna) | III    | 7       |
| 2019/20                        | Treća liga – Srednja regija (grupa centralna) | III    | 7       |
| 2020/21                        | Treća liga – Srednja regija (grupa centralna) | III    | ?       |

 * W wyniku przeprowadzonego 21 maja 2006 referendum niepodległościowego zadeklarowano zerwanie dotychczas istniejącej federacji Czarnogóry z Serbią (Serbia i Czarnogóra). W związku z tym po sezonie 2005/06 wszystkie czarnogórskie zespoły wystąpiły z lig Serbii i Czarnogóry, a od nowego sezonu 2006/07 Bratstvo Cijevna przystąpiło do rozgrywek Drugiej crnogorskiej ligi.

## Sukcesy
- 2006 awans do Drugiej crnogorskiej ligi.
- 3. miejsce Drugiej crnogorskiej ligi (2): 2010 i 2016 (brak awansu do Prvej crnogorskiej ligi, po przegranych barażach).
- mistrzostwo Trećej crnogorskiej ligi (1): 2018 (brak awansu do Drugiej crnogorskiej ligi, po przegranych barażach).